# Воскресенський проспект
Воскресе́нський проспе́кт — проспект у Дніпровському районі міста Києва, житловий масив Воскресенський. Пролягає від вулиці Воскресенської і парку «Перемога» до проспекту Романа Шухевича і Керченської площі.
Прилучаються вулиці Чорних Запорожців, Сулеймана Стальського, Івана Микитенка та Миколи Кибальчича.

## Історія
Виник у 50-ті роки XX століття під назвою Нова вулиця. 1957 року отримав назву бульвар Перова, на честь російського художника Василя Перова, учасника демократичного об'єднання «Товариства пересувних художніх виставок». 1968 року до бульвару приєднано Воскресенське шосе, а в 1973 році цю ділянку було знову відокремлено під назвою Північно-Броварський проспект (нині — проспект Георгія Нарбута).
Сучасна назва, що походить від місцевості Воскресенка — з 2023 року.

## Забудова
Забудова проспекту — 1960–1970-х років, типова для «спальних районів». Найвідоміші об'єкти: авторинок (на місці колишнього ринку «Дніпровський») та, навпроти, ТЦ «Квадрат» (на місці колишнього кінотеатру «Аврора»). За торговим центром облаштований невеликий парк. На початку проспекту, за адресою № 1-б у січні 2004 року освячено римо-католицький парафіяльний храм Матері Божої Церкви, поруч із ним розбудовується монастир Братів Менших Капуцинів.

## Транспортна інфраструктура
Воскресенський проспект відіграє важливу роль у транспортній інфраструктурі столичного лівобережжя: ним з Троєщини та Воскресенки слідує левова частка пасажирських маршрутів (до станцій метро Святошинсько-Броварської лінії — «Лівобережна» та «Дарниця») та легкового транспорту (до Північного мосту та мосту Метро). Містобудівні плани, розроблені ще в радянські часи, передбачали прокладення паралельно тодішньому бульвару Перова Придніпровської лінії метро. Інша перспективна гілка цього виду транспорту надасть прямий шлях на Поділ та далі на Лук'янівку, Київський залізничний вокзал та Міжнародний аеропорт «Київ».
Є перспективним транспортним вузлом — близькість залізничної платформи «Воскресенка» та «Райдужний» (до 18 січня 2024 року вони називалися «Троєщина-1» і «Троєщина-2» відповідно), з яких в час пік постійно вирушає Київська кільцева електричка, станцій метро, роз'їздів на Лісовий масив та Троєщину тощо, а з іншого боку, тут наявні зелені відпочинкові зони.
Після розширення проїжджої частини у 2006—2007 роках зі знищенням бульварних зелених насаджень він перестав бути бульваром у прямому значенні цього слова.